# 阿爾布雷希特一世 (巴伐利亞)

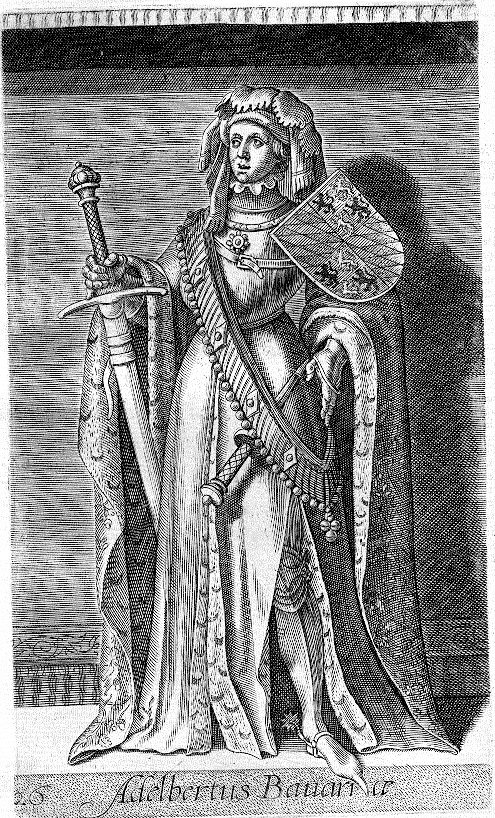
阿爾布雷希特一世

阿爾布雷希特一世，（1336年7月25日—1404年12月16日）KG，維特爾斯巴赫家族成員，巴伐利亞公爵（1347年—1404年在位）、荷蘭伯爵、澤蘭伯爵和埃諾伯爵。神聖羅馬皇帝路易四世與第二任妻子瑪格麗特二世所生的第三子。
阿爾布雷希特出生於慕尼黑。阿爾布雷希特一世出生時已有四位兄長，作為幼子，充其量只可能有金錢上的遺產。1347年父親路易四世去世時，阿爾布雷希特只有10歲，大部份領地由同父異母的長兄路易五世繼承，其他金錢上的遺產將會由其他兄弟瓜分，但是名義上路易五世與他的五個兄弟一起統治巴伐利亞公國、荷蘭伯國和埃諾伯國，直到1349年。隨著維特爾斯巴赫家族領地的第一次分裂，阿爾布雷希特與兄長斯特凡二世和威廉一世一起統治埃諾伯國，荷蘭伯國和下巴伐利亞。1353年，領地重新分配後，阿爾布雷希特與兄長威廉一起統治巴伐利亞-施特勞賓、荷蘭伯國和埃諾伯國。
其後，兄長威廉與母親瑪格麗特進行了長期鬥爭，於1354年從她的母親手上獲得荷蘭伯國和澤蘭伯國，並於1356年母親死後繼承埃諾伯國。威廉普遍受城市公民支持，被稱為鱈魚派，被支持母親的保守的封建貴族魚鉤派所對立。瑪格麗特其後將統治權交給威廉，但是仍然演變成兩派對立和內戰。
然而，威廉的精神錯亂導致從1358年起任命當時22歲的阿爾布雷希特為他的攝政。在阿爾布雷希特攝政時期，事務順利進行，貿易得到改善。魚鉤派和鱈魚派兩個政黨之間的麻煩幾乎沒有浮出水面。威廉又如此渡過了三十年。阿爾布雷希特直到1388年威廉去世後才正式繼承領地，那時他已經為女兒的婚姻安排嫁給許多皇室的王子和其他貴族。長女瑪格麗特育有兒子勃艮第公爵菲利普三世，他最終將繼承阿爾布雷希特的領地。
在阿爾布雷希特自己統治的時期，魚鉤派和鱈魚派之間因為一名女士而爆發衝突。阿爾布雷希特總是有一些情婦，但是這次他的注意力被鱈魚派的成員阿萊德·範·波吉斯特所吸引。她被認為非常漂亮，並能夠獲得政治上的影響力，但是亦因此令人反感。鱈魚派家族和阿爾布雷希特家族的成員之間策劃了一個陰謀。1392年9月22日，阿萊德在海牙被謀殺。
阿爾布雷希特憤怒地用劍和火逼迫魚鉤派，征服了一座城堡。甚至他的長子和繼承人威廉也感到不安全，就往埃諾定居。在阿爾布雷希特最後幾年，阿爾布雷希特憤與弗里斯蘭人戰鬥。他們一次又一次被擊敗，但從未被完全征服。
在外交政策方面，阿爾布雷希特在後來的幾年中尋求中立，並尋求與其領土鄰國的最多樣化的聯盟。
1404年，阿爾布雷希特憤逝世，他的長子威廉繼承了爵位，是為威廉二世。小兒子約翰成為列日主教。然而，在威廉二世於1417年去世後，約翰與威廉的女兒雅克利娜爆發了繼承戰爭。這將是魚鉤派和鱈魚派戰爭的最後一章，並導致各縣被置於勃艮第公國之手上。

## 家庭
阿爾布雷希特於1353年7月19日之後與布熱格公爵路德維克一世的女兒瑪格莎塔（波蘭語：Małgorzata），在帕紹結婚。兩人共育有七個孩子：
1. 卡塔里娜（英语：Katherine of Bavaria）（約1361年 — 1400年），於1379年與于利希-海爾德的威廉結婚。
2. 約翰娜（英语：Joanna of Bavaria）（約1362年 — 1386年），與波希米亞國王瓦茨拉夫四世結婚。
3. 瑪格麗特（1363年 — 1424年），於1385年與勃艮第公爵無畏者約翰結婚[4]。
4. 威廉二世（1365年 — 1417年）[4]，在施特勞賓的巴伐利亞公爵、埃諾與荷蘭伯爵。
5. 阿爾布雷希特二世（1369年 — 1397年），在施特勞賓的巴伐利亞公爵、埃諾與荷蘭伯爵。
6. 約翰娜·索菲（約1373年 — 1410年），於1395年與奧地利公爵阿爾布雷希特四世結婚。
7. 約翰三世（1374/76年–1425年），1389年至1418年擔任列日主教[6]。

他還有幾個私生子。
阿爾布雷希特於1394年在赫斯登與克萊沃公爵阿道夫一世的妹妹瑪格麗特（約1375年－1412年）締結第二次婚姻，但他們沒有孩子。阿爾布雷希特在海牙逝世，享年68歲，與第一任妻子一起被埋葬在海牙的教堂中。